# Lynne Kresge
Lynne Kresge es un personaje de ficción de la serie de televisión 24. Kresge está interpretada por la actriz estadounidense nominada al Premio Emmy, Michelle Forbes. El personaje de Lynne es introducido en la segunda temporada de la serie.

## Sinopsis
Lynne Kresge, licenciada en ciencias políticas, fue nombrada por el presidente de los Estados Unidos David Palmer su consejera personal en la Casa Blanca debido a su alta capacidad en política exterior y control de crisis.

## Temporada 2
Se desempeñó como consejera de David Palmer durante el día 2. Además, fue la primera en descubrir el complot de Mike Novick para que el vicepresidente Jim Prescott pudiera tomar el poder y así atacar a los países de Medio Oriente que supuestamente habían apoyado a Syed Ali.
- Datos: Q5195467